# Theophil Weidmann

Theophil Weidmann (1971)

Theophil Weidmann (* 2. April 1909; † 2. Juni 2002 in Andelfingen ZH; heimatberechtigt in Adlikon und Kilchberg ZH) war ein Schweizer Kulturingenieur und Professor an der ETH Zürich.

## Leben
Theophil Weidmann erlangte 1932 das Diplom des Kulturingenieurs an der ETH Zürich und war Assistent bei Edouard Diserens. 1935 erwarb er das Eidgenössische Geometerpatent. Er arbeitete in verschiedenen privaten und kommunalen Ingenieur- und Vermessungsbüros. Ab 1939 arbeitete er in diversen Funktionen im Meliorations- und Vermessungsamt des Kantons Zürich, bis er dort 1961 zum Amtsvorsteher gewählt wurde. Er war von 1966 bis 1969 ausserordentlicher Professor für Kulturtechnik, insbesondere Planung, und anschliessend bis zu seiner Emeritierung im Jahr 1977 als ordentlicher Professor für das gleiche Lehrgebiet tätig. Ab 1971 war er zudem, als Nachfolger von Martin Rotach, Vorsteher des Instituts für Orts-, Regional- und Landesplanung der ETH Zürich.

## Forschung
Als Kulturingenieur war es ihm ein grosses Anliegen, die Raumplanung mit der Kulturtechnik zu verbinden. So brachte er Strukturverbesserungen in der Landwirtschaft, wie die Güterzusammenlegung mit ihrer Erschliessung, den landwirtschaftlichen Hochbau, die Rebbergmelioration oder die Waldzusammenlegung, in einen raumplanerischen Zusammenhang. Als Lehrer und Forscher regte er Generationen von Studierenden und Mitarbeitenden an, sich intensiv mit planerischen Problemen des ländlichen Raumes auseinanderzusetzen und realisierbare Lösungen zu finden.

## Publikationen (Auswahl)
- Güterzusammenlegung und Raumplanung. Einführungsvorlesung an der ETH Zürich. 2. Dezember 1967 (unpublizierter Vortrag).
- Güterzusammenlegung und landwirtschaftlicher Hochbau als Raumplanungsmittel. In: Schweizerisches Zentralblatt für Staats- und Gemeindeverwaltung. Jg. 70, 1969, H. 22, S. 481–490.
- Planung und Strukturverbesserung im ländlichen Raum. Abschiedsvorlesung an der ETH Zürich. 17. Februar 1978 (unpublizierter Vortrag).